# Hyannis (Massachusetts)
Hyannis és el major dels set pobles que componen la vila de Barnstable, Massachusetts, al Cap Cod.

## Generalitats
Hyannis també és el nexe de transport i centre comercial de la zona, i va ser anomenada àrea urbana com a resultat del cens de 1990. Per això també s'anomena a Hyannis la "Capital del Cap Cod". Inclou les oficines públiques de Barnstable i dos importants districtes comercials, la històrica Main Street central i Route 132, amb el Cape Cod Mall i Cape Cod Potato Chips.
Hyannis és un important destí turístic i el principal port i aeroport per a passatgers i càrrega amb destinació a l'illa de Nantucket. Hyannis també proporciona accés secundari a passatgers amb destí a l'illa de Martha's Vineyard. Gràcies al seu gran port natural, Hyannis és el major port recreatiu i el segon port comercial del Cap Cod.
El JFK Hyannis Museum a l'antic ajuntament sobre la Main Street retrata el temps transcorregut per John F. Kennedy a la vila. Hi ha un monument al president Kennedy sobre Lewis Bay, erigit pels ciutadans de Barnstable el 1966, el mateix inclou una font i un monument en pedra amb el segell presidencial i la inscripció d'una frase de Kennedy: "I believe it is important that this country sail and not sit still in the Harbor"(Considero important que aquest país navegui i no es quedi quiet al port). El president electe John F. Kennedy va donar el seu discurs de victòria el 9 de novembre de 1960 a l'antiga Hyannis Armory.

## Hyannis Port
Hyannis Port és una petita vila residencial amb nodrida concurrència a l'estiu, ubicada al port de Hyannis, a 2,3 km al sud-oest del centre de Hyannis. Diversos membres de la família Kennedy tenen la seva residència allà. Té un dels primers camps de golf del Cap Cod, Hyannisport Club, i també és seu del West Beach Club i l'Hyannis Port Yacht Club. Hyannis Port va ser l'última morada del senador Ted Kennedy, mort el 25 d'agost de 2009.
Segons el cens de l'any 2000, tenia 193 habitatges amb una població estable de 115 habitants a 46 habitatges. Hi havia 147 habitatges vacants, de les quals 144 per a fins recreatius, vacances i ús ocasional. La població estival és d'unes 573 persones.

## Fills il·lustres
- Edward Gorey (22 de febrer de 1925 - 15 d'abril de 2000) va ser un escriptor i artista reconegut pels seus llibres il·lustrats d'un to macabre però amb cert sentit de l'humor.